# Neolitsea cambodiana
Neolitsea cambodiana är en lagerväxtart som beskrevs av Paul Lecomte. Neolitsea cambodiana ingår i släktet Neolitsea och familjen lagerväxter. Utöver nominatformen finns också underarten N. c. glabra.